# 阿尔卡萨伦
阿尔卡萨伦，是西班牙卡斯蒂利亚-莱昂巴利亚多利德省的一个市镇。总面积48平方公里，
2001年普查人口總數為687人，人口密度為每平方公里14人。